# DAF F500-F1500
DAF F500-F1500 — серія легких вантажівок повною масою 5-15 тонн, що випускалися з 1975 по 1992 рік на заводі DAF. Вантажівки використовуються для внутрішньоміських, регіональних і магістральних перевезень невеликих партій вантажів.

## Історія

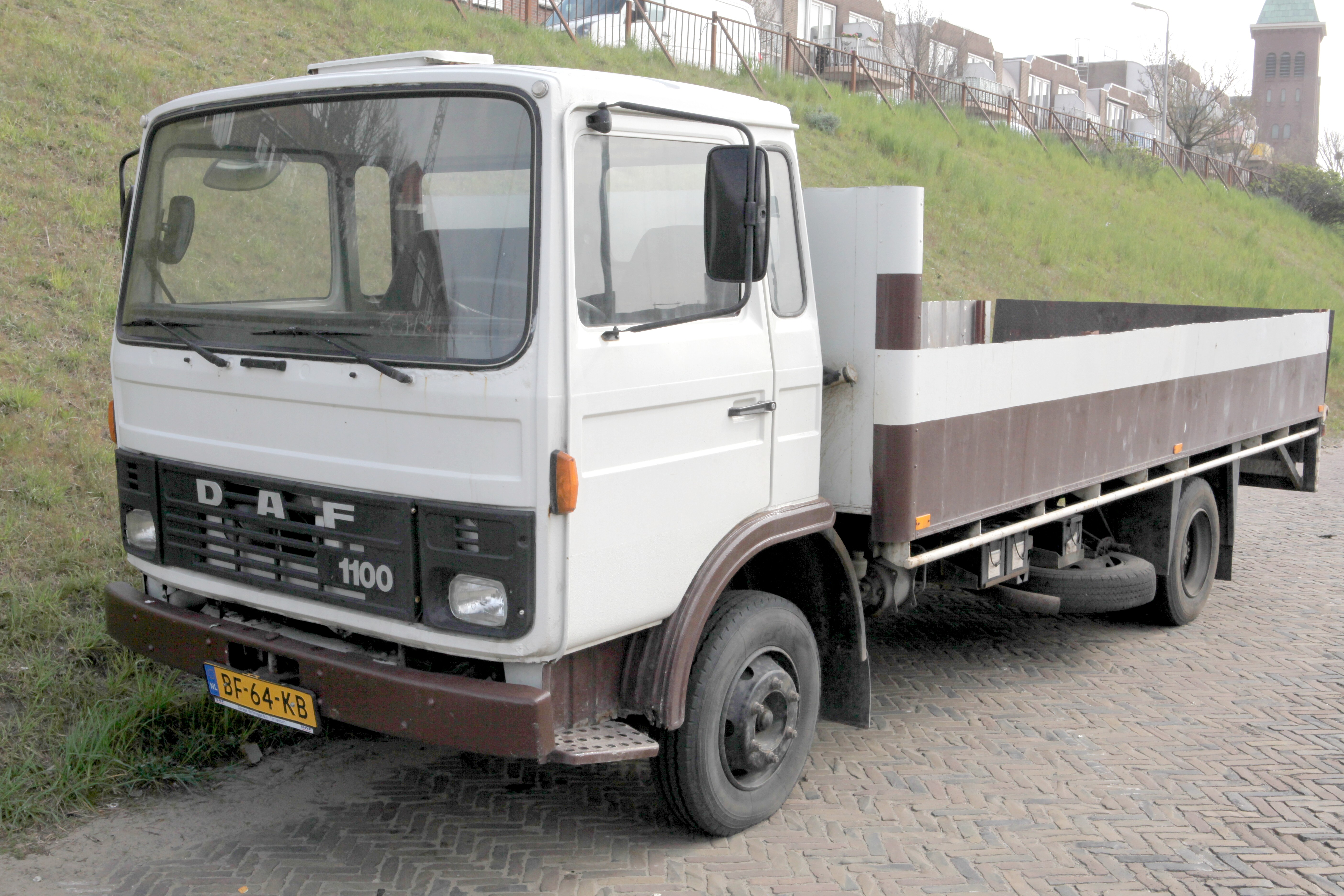
DAF F1100 (1978-1980)

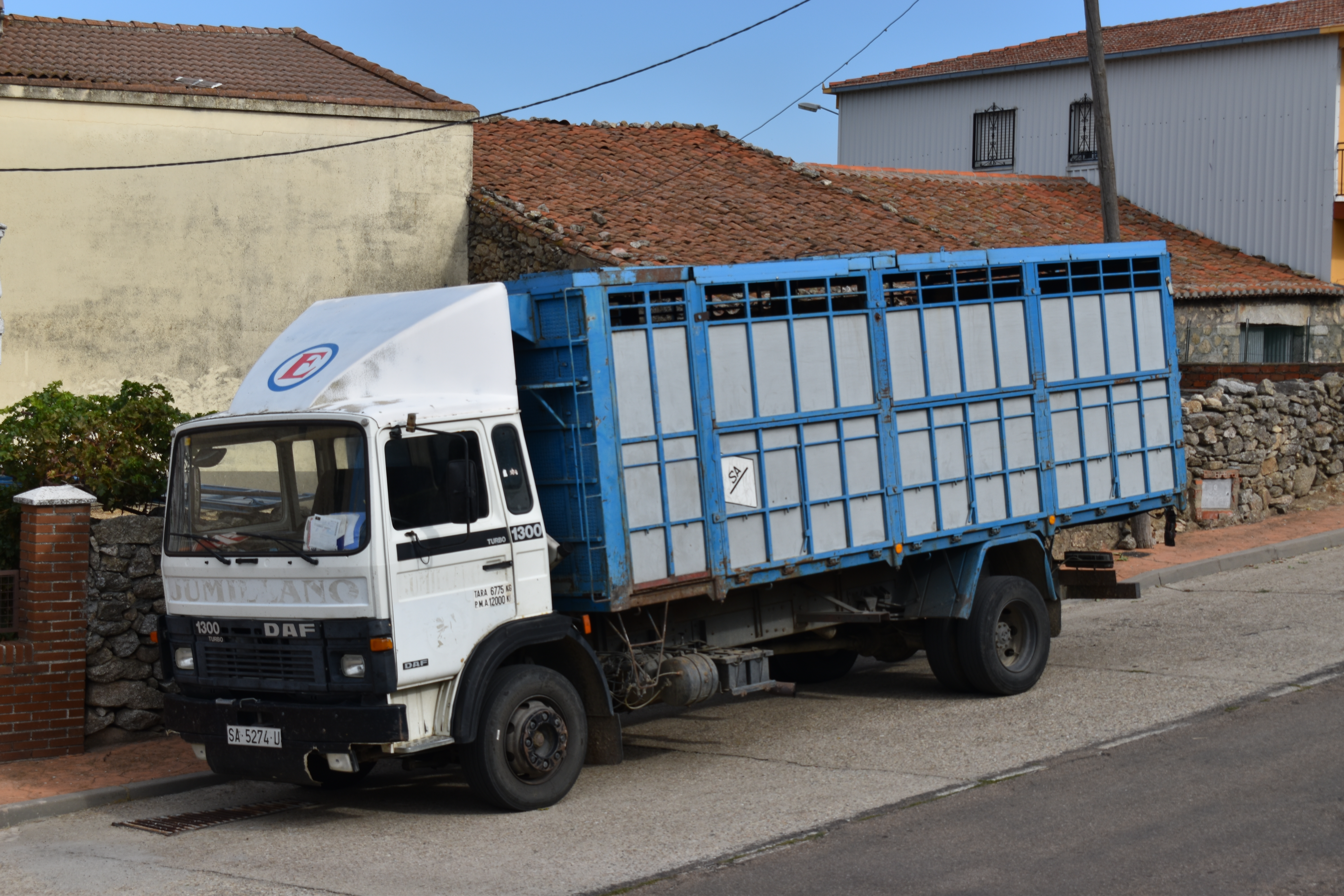
DAF F1300 (1980-1992)

Загострення екологічних проблем привело DAF в 1971 році в так званий «Клуб чотирьох», куди входили також фірми Magirus-Deutz, SAVIEM і Volvo. Чотири виробники об'єднались для виготовлення спільної кабіни та елементів шасі.
- 1975 року дебютували моделі DAF F700 (дизельний двигун DE 385 3,86 л потужністю 79 к.с.) та DAF F900 (двигуни 3,86 л - 79 к.с., 5,75 л - 105 к.с., 6,15 л - 116/151 к.с.) повною масою 7 і 9 тонн відповідно.
- 1977 року з'явилась більш легка модель DAF F500 (двигун DE 385 3,86 л потужністю 79 к.с.).
- 1978 року представлені важчі вантажівки DAF F1100 (двигуни 5,75 л - 105 к.с., 6,15 л - 116/151 к.с., 6,24 - 158 к.с.), DAF F1300 (двигуни 6,15 л - 116/151 к.с., 6,24 - 158/180 к.с.) та DAF F1500 (двигуни 6,15 л - 116/151 к.с.).
- 1979 року модель DAF F500 та DAF F700 зняли з виробництва.
- 1986 року представили нову серію вантажівок DAF F600, DAF F800 та DAF F1000 з кабіною Leyland T45. що прийшла на заміну серії DAF F500-F1500.
- 1988 року зняли з виробництва вантажівку DAF F900, в 1990 році припинили виробництво DAF F1100, в 1991 році - DAF F1500, а в 1992 році - DAF F1300.